# سمير (لاعب كرة قدم)
سمير (بالإسبانية: Hélder Samir Lopes Semedo Fernandes)‏ هو لاعب كرة قدم إسباني في مركز الهجوم، ولد في 13 أكتوبر 1988 في برايا في الرأس الأخضر. لعب مع Caldas S.C. ‏.

## وصلات خارجية
- سمير (لاعب كرة قدم) على موقع قاعدة بيانات كرة القدم.إي يو (الإنجليزية)
- سمير (لاعب كرة قدم) على موقع Soccerway.com (الإنجليزية)